# Римский торговый корабль
Ри́мский торго́вый кора́бль — парусное судно в Древнем Риме. Римские торговые и транспортные суда собирательно именовались лат. naves rotundae (дословно «круглые корабли») в отличие от лат. naves longae (дословно «длинные корабли»), как назывались корабли военно-морского флота. У первых соотношение максимальной длины и ширины обычно составляло 4:1, у вторых — 6:1 и более.
Другим названием торговых судов было лат. naves oneraria, то есть «грузовые». В зависимости от назначения выделяли: гиппагины — суда для перевозки лошадей, лапидарии — для перевозки камней, корбиты — для перевозки зерна, и другие.
Торговые суда римлян начали пускаться в плаванье по Средиземному морю во втором веке до нашей эры. Наибольшее применение подобные суда получили на маршруте между Римом и Александрией. Их основным грузом была пшеница, которую вывозили из Египта.
Установленная в центре округлого корпуса мачта несла прямой парус, который был усилен на верху двумя треугольными парусами, похожими на более поздние лиселя. На носу была закреплена наклонная мачта с маленьким прямоугольным парусом. Эта мачта также использовалась и в качестве кран-балки при погрузке судна. Управление осуществлялась с помощью двух мощных рулевых вёсел, расположенных вдоль борта судна в кормовой части (кормовых балконах — кринолинах). У корабля была небольшая палубная надстройка — прообраз мостика. Длина корабля-зерновоза достигала 27 м, ширина — 7,5 м, осадка 2—2,5 м. Такое судно могло иметь вместимость 250—300 т груза.